# Félix Laner
Rudolph Felix Laner, conhecido no Brasil como Félix Laner ou Felice Laner (Pergine Valsugana, 22 de julho de 1840 — Caxias do Sul, novembro de 1935) foi um militar, empresário e político ítalo-brasileiro.
Quando jovem foi militar e participou do movimento em prol da anexação do Tirol pela Itália, para onde mudou-se. Fez carreira no regimento dos Bersaglieri, alcançando a patente de capitão, e depois tornou-se carabineiro da Guarda Real de Vítor Emanuel II.
Em 1876 decidiu emigrar para o Brasil, fixando-se na colônia italiana de Caxias do Sul quando ela recém estava se estruturando. Segundo Marcos Kirst, Laner, junto com Giuseppe Pezzi, foram os primeiros imigrantes a explorar a região onde seria fundado o núcleo urbano da colônia, o então chamado Campo dos Bugres, enquanto o grupo de colonos a que havia se juntado ainda estava alojado em Feliz e aguardava transferência para seus lotes definitivos no alto da serra. Depois da expedição exploratória, Laner voltou a Feliz e adquiriu materiais para construção de uma casa, além de ferramentas, provisões e outros bens de primeira necessidade, casa que foi a primeira a ser erguida na sede urbana da colônia, localizada no lote nº 7. Em 29 de junho de 1876 Laner inaugurou com grande festa sua casa, onde havia montado um comércio, sendo o primeiro empresário de Caxias. Depois de bem instalado, chamou sua família da Itália para juntar-se a ele, chegando em 27 de setembro de 1877.
Logo ganhou reputação na colônia. Foi um dos fundadores em 27 de abril de 1890 do Diretório do Partido Republicano Rio-Grandense, e aclamado seu primeiro vice-presidente, e depois foi escolhido pelo Governo do Estado para integrar a Junta Governativa que dirigiu o município a partir de sua emancipação em 20 de junho de 1890. Foi nomeado em 13 de fevereiro de 1891, junto com Antônio Moro, substituindo os membros Ernesto Marsiaj e Salvador Sartori, que haviam solicitado afastamento, permanecendo em exercício como presidente até 15 de dezembro de 1891, quando a Junta foi dissolvida para dar lugar ao primeiro Conselho Municipal.
Mais tarde abriu uma cervejaria, e investiu fortemente em terras. Seus negócios prosperaram, e no início do século XX Laner já pertencia à elite econômica caxiense. Segundo Stormowski, chegou a ser a terceira fortuna da vila. Foi um dos fundadores da Associação Comercial e membro da sua primeira Diretoria como conselheiro fiscal, entidade criada em 1901 que em pouco tempo se tornou a mais influente associação civil após a Intendência e o Conselho. Em 1925 foi reconhecido como um dos fundadores da cidade no grande álbum comemorativo dos 50 anos da imigração italiana, publicado pelo Governo do Estado e o Consulado da Itália. Faleceu antes de 14 de novembro de 1935. Em 1949, nas preparações para os 75 anos da fundação de Caxias, foi saudado por Manoel Peixoto de Abreu e Lima no jornal O Momento como um dos desbravadores da cidade e um dos que haviam lançado os fundamentos do seu progresso econômico, a quem se devia veneração e respeito. Hoje seu nome batiza uma rua em Caxias. Sua neta Vivita Cartier ganhou reputação como poetista.